# Roosevelt Island Tramway
Roosevelt Island Tramway er en svævebane i New York City, der forbinder Roosevelt Island med Upper East Side på Manhattan, idet den passerer East River parallelt med og lige ved siden af Queensboro Bridge.
Hver kabine kan medbringe 110 passagerer, og der køres cirka 115 ture per dag. Banen kører med cirka 28,8 km/t og tager fire minutter om at køre strækningen på 940 m. På sit højeste sted er banen 76 meter over vandoverfladen. Der er to kabiner, der det meste af dagen (kl. 6 morgen til kl. 2 nat, 3.30 i weekender) kører med 15 minutters mellemrum, men i myldretiden kontinuerligt. Tramway'en er en af de få massetransportmidler i New York, der ikke hører under Metropolitan Transportation Authority, men bruger dog dette systems MetroCard og har fri omstigning til og fra dette system.

## Historie
Roosevelt Island var siden Queensboro Bridges åbning i 1909 forbundet med Manhattan via en sporvogn, der havde stoppested på broens midte, hvorfra passagerer til og fra øen benyttede en elevator. Da det var den eneste forbindelse til Roosevelt Island, forblev sporvognen i brug til 1957, hvilket var længe efter, at sporvognene generelt var blev taget ud af brug i New York. På dette tidspunkt var Roosevelt Island-broen åbnet, men da den gik til Queens, krævede adgangen til øen fra Manhattan en større omvej.
I midten af 1970'erne ændrede forholdene sig på Roosevelt Island, idet der blev etableret en række projekter til opførelse af boliger til lav- og middelindkomstlønmodtagere. Med øget befolkning på øen var man nødt til at gentænke adgangen til øen. Sporvejsskinnerne kunne ikke reetableres, og Roosevelt Island-stationen på New York City Subway var endnu ikke åbnet. Der blev iværksat en forundersøgelse, der kom frem til tre mulige løsninger: En færge, en elevator fra broen og en svævebanesporvogn. Af disse blev svævebane-løsningen valgt, og banen blev åbnet i 1976 for at tilgodese pendlerne. I første omgang var banen tænkt som en midlertidig løsning, men da det trak ud med at få anlagt undergrundsstationen, blev svævebanen en populær transportform, idet den i praksis havde monopol på at fragte folk mellem Manhattan og Roosevelt Island.
Da undergrundsstationen omsider åbnede i 1989, faldt det daglige passagertal på svævebanen drastisk fra 5.500 i 1989 til 3.000 i 1993. Banen blev lukket oktober 1993 til januar 1994 for vedligehold.
Svævebanen optræder i flere film- og tv-produktioner. Et af de mest markante tilfælde er i Spider-Man fra 2002, hvor Spider-Man af Green Goblin tvinges til at vælge mellem at redde Mary Jane Watson, som han har smidt ud fra broen, og passagererne i en kabine på svævebanen. I forbindelse med optagelsen af de relevante scener til denne film var svævebanen lukket i flere uger. Et andet eksempel er Luc Bessons film Léon, hvor svævebanen optræder i filmens afslutning.